# Alfred Sormann

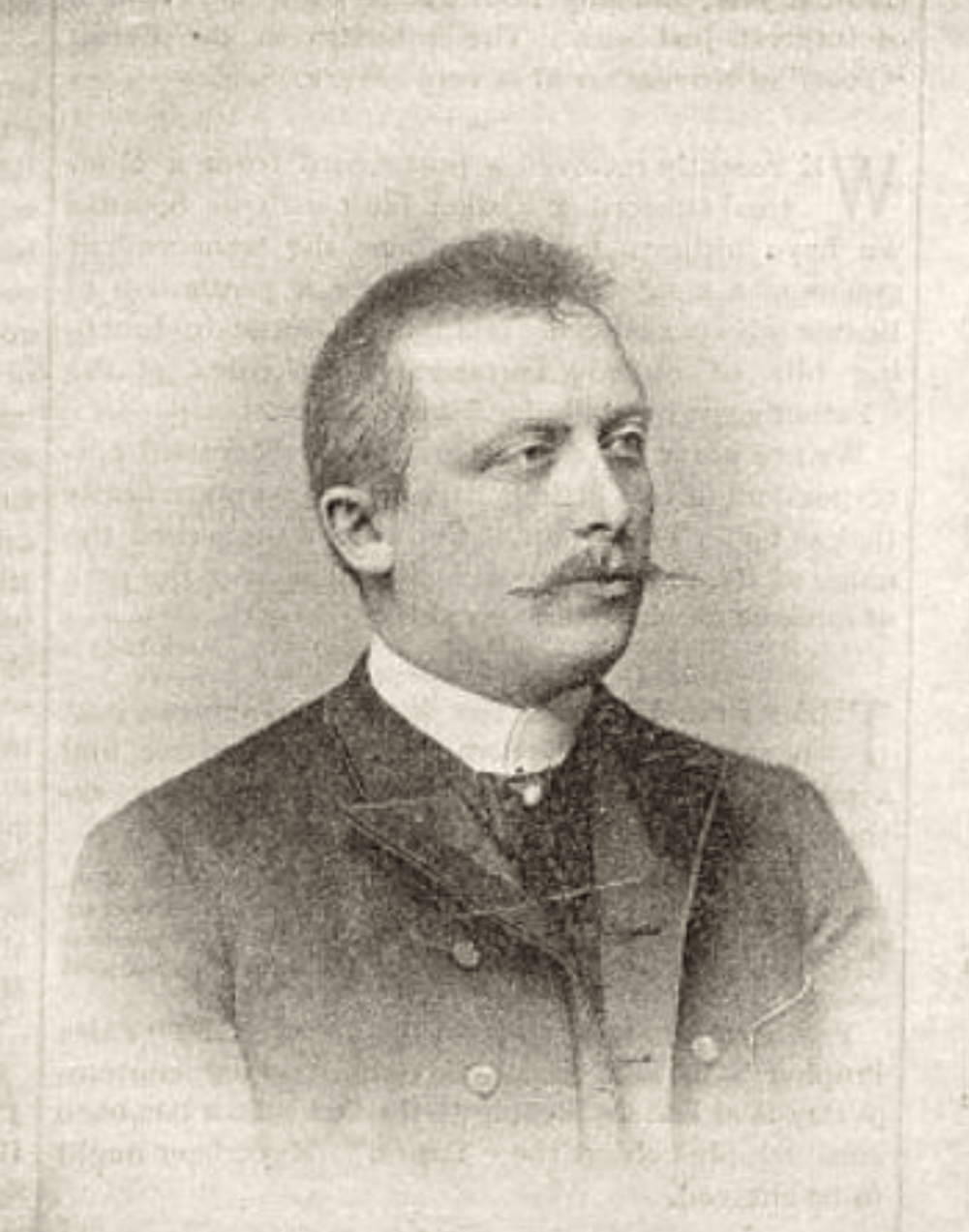
Alfred Sormann (1890)

Alfred Sormann (* 16. Mai 1861 in Danzig; † 17. September 1913 in Berlin) war ein deutscher klassischer Pianist, Komponist und Musikpädagoge.

## Leben und Werk
Der gebürtige Danziger Alfred Sormann studierte in Hamburg bei Friedrich Adolf Mehrkens und an der Königlichen Hochschule für Musik in Berlin bei Ernst Rudorff, Karl Heinrich Barth, Philipp Spitta und Woldemar Bargiel. Im Jahr 1885 war er auch Schüler bei Franz Liszt. 1886 gab er sein Konzertdebüt. Er gab dann erfolgreich Konzerte in wichtigen deutschen Städten. 1889 wurde er Hofpianist bei Friedrich Wilhelm II. dem Großherzog von Mecklenburg. 
Sormann lebte und lehrte in Berlin unter anderem am Stern’schen Konservatorium. Er starb 1913 in Berlin.
Er komponierte unter anderem die Opern Die Sibylle von Tivoli (Berlin, 1902) und König Harald (Stettin, 1909) sowie das Klavierkonzert e-Moll (opus 7), zwei Streichquartette, ein Klaviertrio, Konzert-Etüden und andere Klavierstücke.